# Synapturanus mirandaribeiroi
Synapturanus mirandaribeiroi é uma espécie de anfíbio da família Microhylidae. Pode ser encontrada na Colômbia, Venezuela, Guiana, Suriname, Guiana Francesa e Brasil.